# 17. Otvoreno prvenstvo Hrvatske u taekwondou
17. Otvoreno Prvenstvo Hrvatske u taekwondou ili 17. Croatia Open, održano je u Zagrebu 5. i 6. studenog 2011. u organizaciji Hrvatskog taekwondo saveza. Održano je za kadete, juniore i seniore. u maloj dvorani Doma sportova u Zagrebu.
Na prvenstvu je nastupilo 1138 natjecatelja iz 36 zemalja svijeta, rasopređenih u 173 ekipe odn. kluba i 21 nacionalni sastav.

## Uspjesi hrvatskih taekwondoaša
Hrvatski predstavnici u juniorskoj konkurenciji osvojili su 11 zlata, a u kadetskoj 13. U seniorskoj su se zlatima okitile Iva Radoš, Matea Jelić, Filip Grgić, Marina Usanović i Antonija Žeravica, dok se Nives Ambruš okitila srebrom.
- Kristina Tomić iz TDK Osvita osvojila je brončano odličje izgubivši u finalu od također hrvatske predstavnice Ane Pavlović.
- Juniorka Ana Đarmati (-63 kg) je nakon tri pobjede predala polufinalnu borbu zbog ozljede, čime je osvojila brončanu medalju.
- Juniorke Tadea Beršinić (-59 kg) i Magdalena Grubić (-63 kg) osvojile su srebrne medalje, nakon što su u finalima izgubile od čeških predstavnica.
- Nives Ambruš (-62 kg) osvojila je brončano odličje, izgubivši u polufinalu od Marije Štetić, koja je u finalu pobijedila Nicole Marquez Quinonero i tako osvojila zlatno odličje.
- Iva Radoš osvojila je zlato u konkurenciji iznad 68 kg, a Matea Jelić iz Knina isto odličje u konkurenciji do 63 kg.

| Ime i prezime    | Plasman   | Kategorija |
| ---------------- | --------- | ---------- |
| Ana Đarmati      | 3. mjesto | juniorke   |
| Tadea Beršinić   | 2. mjesto | juniorke   |
| Magdalena Grubić | 2. mjesto | juniorke   |
| Nives Ambruš     | 3. mjesto | seniorke   |
| Kristina Tomić   | 3. mjesto | seniorke   |
| Marija Štetić    | 1. mjesto | juniorke   |
| Ana Pavlović     | 1. mjesto | juniorke   |
| Iva Radoš        | 1. mjesto | seniorke   |
| Matea Jelić      | 1. mjesto | seniroke   |

## Vanjske poveznice
- Rezultati natjecanja  Arhivirana inačica izvorne stranice od 24. svibnja 2015. (Wayback Machine)